# Уайнселберг, Шимон
Шимон Уайнселберг (англ. Shimon Wincelberg; 26 сентября 1924[…], Киль, провинция Шлезвиг-Гольштейн — 29 сентября 2004[…], Лос-Анджелес, Калифорния) — сценарист и бродвейский драматург.
В 1959 году он написал бродвейскую пьесу «Катаки» с Сэссю Хаякавой и Беном Пьяцца в главных ролях.

## Ранняя жизнь
Шимон Уайнселберг родился в Киле, Германия. Его семья бежала из нацистской Германии и прибыла в Соединённые Штаты в конце 1930-х годов.

## Карьера
Шимон Уайнселберг начал свою карьеру писателя в 1953 году, когда продал свой первый рассказ. Он продолжал писать рассказы для различных изданий, включая Harper’s Bazaar, The New Yorker и Punch. Уайнселберг написал множество пьес, в том числе бродвейскую пьесу «Kataki», основанную на его собственном опыте работы в армейской разведке во время Второй мировой войны. В 1962 году он написал ещё одну пьесу под названием «Windows of Heaven», премьера которой состоялась в Королевском драматическом театре в Стокгольме.
Уайнселберг также писал книги, некоторые вместе со своей женой Анитой, которая тоже была писательницей. Он также писал сценарии для множества телесериалов в 1960-х и 1970-х годах, часто используя такие псевдонимы, как «Simon Wincelberg», «Simon Winvelberg», «S. Bar-David» и «Shimon Bar-David», что на иврите означает, «Шимон, сын Давида».
В кругах научной фантастики, Уайнселберг наиболее известен как сценарист первой арки из пяти эпизодов телесериала «Затерянные в космосе» (1965—1968), а также пилотного эпизода другого научно-фантастического телесериала Ирвина Аллена «Туннель времени» (1966—1967) и двух эпизодов первого сезона «Звёздного пути» (1966—1969) включая «Кинжал разума», в котором впервые было представлено вулканское слияние разумов.
Кроме научной фантастики, он работал над такими вестерн-телесериалами, как «Дымок из ствола» (1955—1975), «Есть оружие – будут путешествия» (1957—1963) и «Дикий, дикий Запад» (1965—1969) и криминальными телесериалами, как «Обнажённый город» (1958—1963), «Менникс» (1967—1975) и «Женщина-полицейский» (1974—1978).

## Еврейская идентичность
Шимон Уайнселберг был наставником ортодоксальных евреев, работавших в Голливуде. Его сценарии часто включали еврейские темы и точно изображали еврейские ритуалы и еврейские религиозные законы.

## Смерть
Шимон Уайнселберг умер 19 сентября 2004 года от неизвестной болезни в доме престарелых в Лос-Анджелесе, Калифорния, в возрасте 80 лет.

## Заметки
1. ↑  с англ. — «Катаки»
2. ↑  с англ. — «Окна рая»
3. ↑  рус. Саймон Уайнселберг
4. ↑  рус. Саймон Уайнвелберг
5. ↑  рус. С. Бар-Дэвид
6. ↑  рус. Шимон Бар-Дэвид